# Havaffald
Havaffald er menneskeskabt affald som med vilje eller ved et uheld er smidt i og er flydende i søer, have, verdenshave eller vandveje. Havaffald i verdenshavene samles sædvanligvis i centrum af en gyre eller ved kystlinjen.
En flydende affaldsø er en samling af større og delvist opløste plasticstykker, som ligger i overfladen, i vandsøjlen nedenunder og på bunden.

I alt skulle der findes 8 affaldsøer ifølge oceanografen Curtis Ebbesmeyer fra Seattle, USA. Der er også en i Atlanterhavet.

Noget af affaldet forsøges fordøjet af havdyr.

Selv ferskvandsøer kan være forurenet med plast. Der blev i 2013 fundet ligeså høj koncentration af plastaffald i Genevesøen som i Middelhavet.

## Historie
Det mest kendte område er Affaldsøen i Stillehavet (også kaldet The Great Pacific garbage patch), som flyder rundt i en gyre i det nordlige Stillehav. Affaldsøen blev opdaget sent i 1990'erne.

## Plastikforurening
Plastikforureningen af miljøet, specielt oceanerne er nået et stort omfang og er blevet et globalt problem. Der producers årligt 280 millioner ton plastic på verdensplan, og deraf skønner man at 8 millioner ton ender i oceanerne stigende til over 17 millioner ton i 2025. En undersøgelse  i 2014 anslog partikkelforureningen at være på 5,25  1012 (5,25 billioner) partikler, på en samlet vægt af 269.000 ton.

## Mikroplastaffald fra syntetisk tøj
Der sendes små plastfibre ud af vaskemaskiner som har ophav i syntetisk tøj.

De små plastfibre ophobes i f.eks. fisks celler og bliver f.eks. spist af mennesker.